# Sovetski Soyouz (brise-glace)
Pour les articles homonymes, voir Classe Sovetsky Soyuz.
Le Sovetski Soyouz (ru: Сов́етский Со́юз, Union soviétique) est un brise-glace à propulsion nucléaire soviétique — et désormais russe — de classe Arktika. Il doit son nom à l'Union soviétique.

## Caractéristiques techniques
Les brise-glace de la classe Arktika doivent naviguer dans des eaux froides afin de permettre le rafraîchissement de leurs réacteurs. Il n'est donc pas possible de se rendre dans l'hémisphère Sud. Comme les autres navires de la classe ils sont équipés de moteurs atomiques OK-150.

## Histoire duSovetski Soyouz
Sa construction a commencé en 1986 à Léningrad, il a été lancé en 1989. Il a servi comme navire de croisière dans la zone polaire puis comme générateur électrique pour les installations terrestres de Mourmansk. Il a par la suite servi quelques expéditions scientifiques avant d'être immobilisé de 2009 à juin 2014. Rénové, il reprend ensuite le service pour remplacer le Rossiya[réf. souhaitée].